# RUN=DIM
《RUN=DIM》（日语：ランディム，台灣：AI特攻隊或丸町戰神，香港：機甲戰線）是日本於2001年由東京電視台播放的3D電腦動畫。由日本IDEA FACTORY遊戲製作公司和韓國Digital Dream Studio動畫製作公司耗資20萬美元聯合製作。也是全亞洲首部3D電腦動畫。

## 故事概要
西元2050年，由於冰川加快融化，海平面上升加速導致陸地消失，日本經濟一厥不振。日本政府為了拯救經濟，成立宇宙開發組織「JESAS」，進行把核廢料丟棄於太空。獲聯合國支持的國際民事機構「GREEN FRONTIER」以違反國際環境條約和破壞環境為名，和JESAS對抗。而JESAS秘密進行一項連日本政府也不知道的恐怖計劃，GREEN FRONTIER決定誓要阻止。

## 主要角色 （日本版）
- 森口和人：宮田幸季／大本真基子（童年）
- 麻生華奈 （麻生かんな）：有島萌優
- 冴木俊：草尾毅
- 紺野伊杏 / 小泉惠理 （小泉エリ）：金月真美
- 宮内眞平：中井和哉
- 吉岡正郎：伊藤健太郎
- 本田仁：森久保祥太郎
- 野島優：川田紳司
- 健慕勒 （ケン・ミューラー）：置鮎龍太郎
- 柔未來（ユウ・未来）：長澤美樹
- 八木原宗一：銀河萬丈

## 各話目錄
| 話数     | サブタイトル |           | 話数               | サブタイトル |
| -------- | ------------ | --------- | ------------------ | ------------ |
| EPISODE1 | 適合者、集合 | EPISODE8  | 縮まぬ、距離       |              |
| EPISODE2 | 初めての闘い | EPISODE9  | e4、発射           |              |
| EPISODE3 | 第三の刺客   | EPISODE10 | 追撃               |              |
| EPISODE4 | ゆだねる運命 | EPISODE11 | 伝わる、伝わらない |              |
| EPISODE5 | 侵攻作戦     | EPISODE12 | 僚友、突進         |              |
| EPISODE6 | 昨日、今日   | EPISODE13 | 心の中の、正義     |              |
| EPISODE7 | 君を信じよう |           |                    |              |

## 各國版本對比

### 【日本】
主題曲「Legend」
作詞 - 有森聡美 / 作曲 - LEGOLGEL with 見良津健雄 / 主唱 - LEGOLGEL
片尾曲「Heaven Knows」
作詞 - 村野直球 / 作曲 - 住吉中 / 編曲 - NOV / 主唱 - 水樹奈々

### 【韓國】
主題曲「RUSH」
作詞 -  / 作曲 -  / 主唱 - 송용진
片尾曲
作詞 -  / 作曲 -  / 主唱 -
部份角色名稱改為韓國名。

### 【台灣】
台灣版本於TVBS-G頻道播放。

### 【香港】
香港版本於2002年12月19日至2003年3月13日在亞洲電視國際台播放，配以英語對白。由於版權關係，開頭和片尾均用韓國版主題曲，以英語主唱。加上在兒童時段播放，部份片段被刪去。

## 家用遊戲
- THE MECH SMITH RUN＝DIM - PlayStation 2用軟件。
- RUN=DIM AS Black Soul - DREAMCAST用軟件。
- RUN＝DIM －Return of Earth－ - WONDER SWAN COLOUR専用軟件。（DIGITAL DREAM發售）

## 外部連結
- RUN=DIM 東京電視台官方網頁（页面存档备份，存于）

1. ↑  .   [2017-01-19]. （原始内容存档于2017-01-31）.